# Ragnhild Femsteinevik
Ragnhild Femsteinevik, née le 27 août 1995, est une biathlète norvégienne. Elle a un frère, Martin, qui est aussi biathlète.

## Carrière sportive
Femsteinevik fait ses débuts internationaux en 2016 aux Championnats du monde junior à Cheile Gradistei. Au début de la saison 2016-2017, elle prend la cinquième place du sprint d'IBU Cup à Beitostølen, puis est appelée à participer à l'étape de Coupe du monde à Östersund, où elle est 56e à l'individuel pour commencer. Après un an sans apparition internationale, elle arpente de nouveau l'IBU Cup pour monter sur son premier podium au sprint d'Arber (3e), avant de se classer neuvième à l'individuel des Championnats d'Europe.
En 2021, après un deuxième podium en IBU Cup, elle fait son retour en Coupe du monde à Nové Město.
Lors de la saison suivante, la Norvégienne devient victorieuse pour la première fois avec des succès en IBU Cup à Sjusjøen et Brezno. Elle confirme ces performances avec un premier résultat dans le top 40 en Coupe du monde, valant des points pour le classement, avec une 34e place au sprint de Ruhpolding. Aux championnats d'Europe 2022 à Arber, elle s'offre la médaille d'or du sprint, quatre secondes devant Franziska Hildebrand, puis remporte le titre du relais mixte avec Erlend Bjøntegaard, Johannes Dale et Jenny Enodd. Forte de quatre victoires, elle termine la saison 2021-2022 à la deuxième place du classement général de l'IBU Cup.
Lors des championnats du monde 2025 à Lenzerheide, malgré des performances individuelles inférieures à ses coéquipières Maren Kirkeeide et Ingrid Tandrevold, elle est sélectionnée à la surprise générale pour disputer le relais mixte simple aux côtés de Johannes Boe. Imprécise derrière la carabine avec huit pioches dont cinq lors de son premier relais, elle limite les écarts et maintient la Norvège dans la course aux médailles grâce à sa vitesse de déplacement sur les skis. L'excellent final de son coéquipier lui permet d'obtenir la médaille d'argent, son premier podium aux mondiaux.

## Palmarès

### Championnats du monde
| Édition / Épreuve | Individuel | Sprint | Poursuite | Mass start | Relais                   | Relais mixte | Relais mixte simple               |
| ----------------- | ---------- | ------ | --------- | ---------- | ------------------------ | ------------ | --------------------------------- |
| Oberhof 2023      | 55e        | 36e    | 21e       | —          | —                        | —            | —                                 |
| Lenzerheide 2025  | 12e        | 50e    | 45e       | —          | Médaille d'argent, monde | —            | Médaille d'argent, Coupe du Monde |

Légende :
- — : non disputée par Ragnhild Femsteinevik
- : pas d'épreuve

### Coupe du monde
- Meilleur classement général : 34e en 2023.
- Meilleur résultat individuel : 9e sur la mass start du Grand Bornand en 2022.

- 6 podiums en relais : 1 victoire, 4 deuxièmes places et 1 troisième place.
- 1 podium en relais mixte simple : 1 deuxième place.

 Dernière mise à jour le 9 mars 2025 

#### Classements par saison
| Saison    | Classement général final | Individuel | Sprint | Poursuite | Mass start |
| 2016-2017 | nc                       | nc         | nc     |           |            |
|           |                          |            |        |           |            |
| 2020-2021 | nc                       |            | nc     | nc        |            |
| 2021-2022 | 62e                      |            | 54e    | 64e       |            |
| 2022-2023 | 34e                      | 64e        | 37e    | 41e       | 24e        |
|           |                          |            |        |           |            |
| 2024-2025 | 44e                      | 23e        | 48e    | 40e       |            |

### Championnats d'Europe
- Médaille d'or du sprint en 2022.
- Médaille d'or du relais mixte en 2022.

### IBU Cup
- 2e du classement général de l'IBU Cup en 2022.

En comptant les podiums aux Championnats d'Europe :
- 8 podiums individuels, dont 4 victoires.
- 1 victoire en relais mixte.

Palmarès au 12 mars 2022